# ベアーズ (家事代行サービス)
株式会社ベアーズは、東京都中央区に本社を置く家事代行サービス業（ハウスクリーニング、キッズ・ベビーシッター、高齢者支援含む）を手掛ける日本の企業。法人向けサービス業としては、ホテル、オフィス、店舗、マンションコンシェルジュなどを提供している。

## 概要
経済産業省の委託を受けた一般社団法人全国家事代行サービス協会と一般財団法人日本規格協会が行う第三者認証制度の日本初の「家事代行サービス認証」を取得した企業である。また、TBSテレビ系「火曜ドラマ」で放送された「逃げるは恥だが役に立つ」 や、読売テレビ制作・日本テレビ系「日曜ドラマ」で放送された「極主夫道」の監修実績を持つ。

## 沿革
- 1999年10月 創業。
- 2008年 ISO9001の認証を取得。
- 2011年 東京商工会議所主催「第9回勇気ある経営大賞」特別賞受賞[2]。
- 2016年 神奈川県、大阪府の外国人家事支援人材 事業者認定を取得。
- 2017年 国家戦略特区「外国人家事支援人材事業認定」取得。
- 2017年 一般社団法人全国家事代行サービス協会の「家事代行サービス認証」取得。
- 2017年 東京都の外国人家事支援人材 事業者認定を取得。外国人家事支援人材受け入れを開始。
- 2018年 兵庫県の外国人家事支援人材 事業者認定を取得。
- 2021年 13年ぶりにコーポレートスローガン及びロゴを一新。

## スポーツ活動
- ベアーズ女子陸上競技部 Bears Camellia（ベアーズカメリア） - 2022年4月、東京都をホームタウンとして創部。種目は女子陸上競技（中長距離・駅伝・フルマラソン）、初代監督は高柳祐也[3]。

## テレビ番組
- 日経スペシャル カンブリア宮殿 がんばる女性を応援したい！ 「家事代行ビジネス」の全貌！（2012年7月5日、テレビ東京）[4]

## 書籍

### 関連書籍
- 『楽ラクうちごはん No.1家事代行「ベアーズ」式』（著者:ベアーズ、監修:高橋ゆき）（2018年11月29日、世界文化社）ISBN 9784418183326
- 『家事代行No.1「ベアーズ」志野さんの簡単できたて！半つくりおきおかず』（著者:岩下志野）（2018年12月3日、宝島社）ISBN 9784800289728